# 김원봉 (고려)
김원봉(金元鳳, ? ~ 1359년)은 고려시대 후기의 무신이다. 1356년 공민왕 때 종부령(宗簿令)을 지냈다. 종부령으로 공천보 등과 함께 동북면 병마부사(東北面兵馬副使)가 되었다. 동북면 병마부사로 재직 중 병마사(兵馬使) 유인우(柳仁雨) 등과 함께 쌍성총관부 등지를 공략하여 수복했으며, 기황후의 일족인 기철(奇轍) 일파를 숙청하였다. 그 공으로 2등 공신에 책록되었다. 이후 서북면병마도지휘사(西北面兵馬都指揮使)로 부임하였다.
1359년 서북면병마도지휘사로 서북면을 방어하던 중 때 겨울의 결빙기를 이용하여 침입한 중국의 홍건적 4만 명의 급습을 받고 전사하였다.

## 같이 보기
- 홍건적
- 서북면
- 동북면
- 쌍성총관부